# Regma

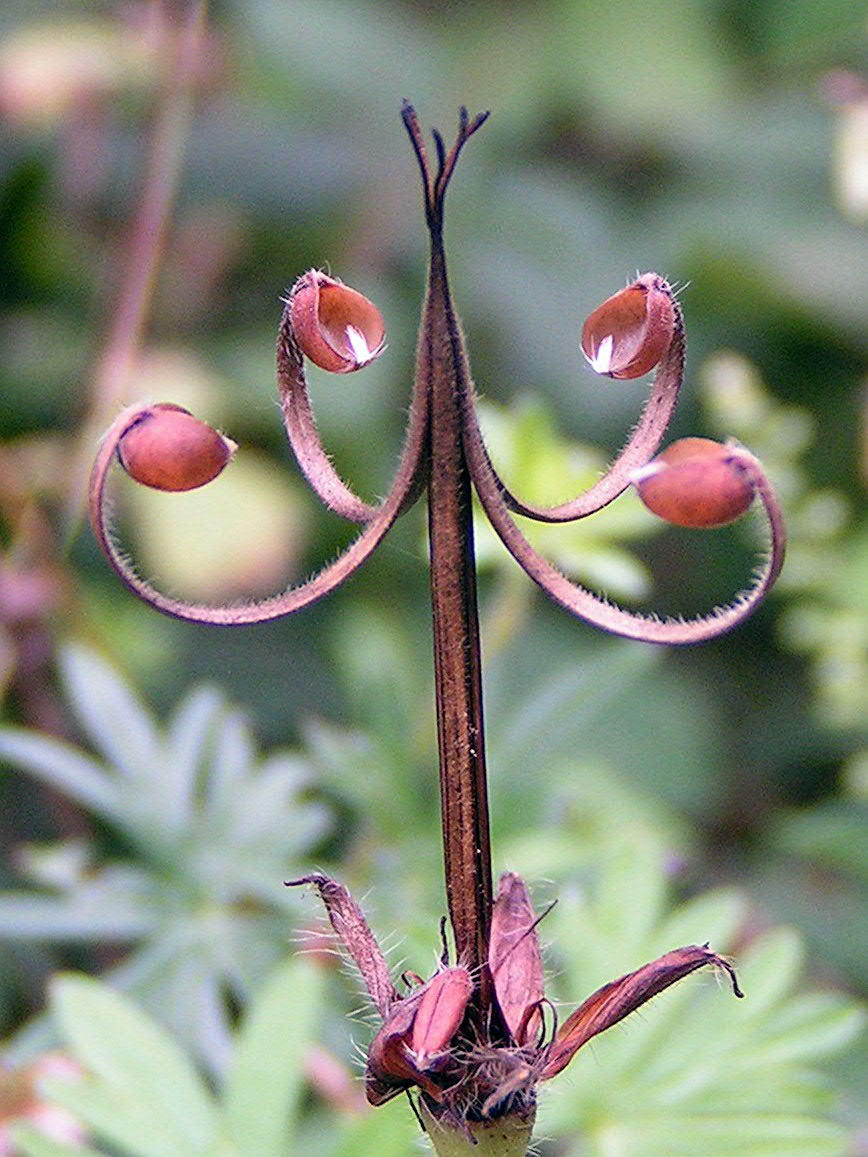
Regma de Geranium sanguineum

En Botánica, la regma es un fruto esquizocárpico, es decir que procede de un ovario simple formado por varios carpelos unidos entre sí pero que se separan a la madurez. La regma se caracteriza  por provenir de un gineceo en el cual los estilos se hallan soldados entre sí formando un solo cuerpo. Cuando madura el fruto, cada carpelo se separa de los restantes pero todos permanecen unidos a la columna de los estilos. Es propio de las geraniáceas.